# Tylodina
Tylodina är ett släkte av snäckor. Tylodina ingår i familjen Tylodinidae.
Kladogram enligt Catalogue of Life:
| Tylodina | \| \| Tylodina americana \| \| \| \| \| \| Tylodina fungina \| \| \| \| |
|          | \| \| Tylodina americana \| \| \| \| \| \| Tylodina fungina \| \| \| \| |
|          | Anidolyta                                                               |
|          |                                                                         |
|          | Tylodinella                                                             |
|          |                                                                         |
|          | Tylodina americana                                                      |
|          |                                                                         |
|          | Tylodina fungina                                                        |
|          |                                                                         |

|  | Tylodina americana |
|  |                    |
|  | Tylodina fungina   |
|  |                    |